# Rozsdáshasú ausztrálfakusz
A rozsdáshasú ausztrálfakusz (Climacteris rufus) a madarak osztályának verébalakúak (Passeriformes) rendjébe és az ausztrálfakusz-félék (Climacteridae) családjába tartozó faj.

## Rendszerezése
A fajt John Gould angol ornitológus írta le 1841-ben, még mint Climacteris rufa.

## Előfordulása
Ausztrália déli és délnyugati részén honos. A természetes élőhelye szubtrópusi és trópusi síkvidéki esőerdők és mérsékelt övi erdők, valamint száraz szavannák és mediterrán típusú cserjések. Állandó, nem vonuló faj.

## Megjelenése
Testhossza 16,5–18 centiméter, testtömege 30–33 gramm.

## Életmódja
Főleg hangyákkal táplálkozik, de rovarokat is fogyaszt.